# Commencement-Bay-Klasse
Die Commencement-Bay-Klasse war eine Klasse von neunzehn Geleitflugzeugträgern der US-amerikanischen Marine, die von 1944 bis 1956 in Dienst stand.

## Allgemeines
Die auf dem Rümpfen von T3-Tankern basierende Klasse wurde erst relativ spät während des Zweiten Weltkrieges fertiggestellt. Die Indienststellung der ersten Schiffes erfolgte am 9. Mai 1944. Daher kamen die meisten der 33 bestellten Träger nicht mehr zum Einsatz, oder ihre Produktion wurde ganz eingestellt. 19 versahen ihren Dienst in der US-amerikanischen Marine.
Nach dem Krieg wurden die meisten der Träger zu Hubschrauberträgern oder U-Jagd-Flugzeugträgern umgerüstet oder dienten als Schulungsschiffe für Besatzungen und Piloten und waren am Korea-Krieg beteiligt. Da sie für moderne Düsenkampfflugzeuge jedoch zu klein waren, wurden sie bis 1960 ausgemustert.

## Technische Daten
Die Träger waren 169,9 Meter über alles lang, 32,10 m über das Flugdeck und 22,90 m in der Wasserlinie breit und hatten einen Tiefgang von 9,80 m. Die Standardverdrängung betrug 11.373 ts (andere Quellen: 12.000 ts), voll beladen 24.275 ts (andere Quellen: 24.100 ts). Den Dampf für den Getriebeturbinenantrieb stellten vier Wasserrohrkessel zur Verfügung, die 16.000 PS wirkten auf zwei Wellen. Damit wurde eine Höchstgeschwindigkeit von 19 Knoten erreicht. 3134 ts Treibstoff konnten gebunkert werden (andere Quellen: 1783 ts). Sie besaßen eine Besatzung von 1066 Personen. Die Flugzeuggruppe umfasste 34 Flugzeuge. Die Flakbewaffnung bestand aus zwei 127-mm-L/38-Geschützen, 36 40-mm-Flugabwehrkanonen in drei Vierlings- und zwölf Doppellafetten sowie 20 20-mm-Fla-Maschinenkanonen.

## Liste der Einheiten
- USS Commencement Bay (CVE-105)
- USS Block Island (CVE-106)
- USS Gilbert Islands (CVE-107)
- USS Kula Gulf (CVE-108)
- USS Cape Gloucester (CVE-109)
- USS Salerno Bay (CVE-110)
- USS Vella Gulf (CVE-111)
- USS Siboney (CVE-112)
- USS Puget Sound (CVE-113)
- USS Rendova (CVE-114)
- USS Bairoko (CVE-115)
- USS Badoeng Strait (CVE-116)
- USS Saidor (CVE-117)
- USS Sicily (CVE-118)
- USS Point Cruz (CVE-119)
- USS Mindoro (CVE-120)
- USS Rabaul (CVE-121)
- USS Palau (CVE-122)
- USS Tinian (CVE-123)
- USS Bastogne (CVE-124) gestrichen
- USS Eniwetok (CVE-125) gestrichen
- USS Lingayen (CVE-126) gestrichen
- USS Okinawa (CVE-127) gestrichen
- CVE-128 bis CVE-139 nicht benannt, keine Kiellegung erfolgt